# Нерехта (приток Клязьмы)
Не́рехта — река Ковровского района Владимирской области, правый приток Клязьмы. Длина — 49 км. Площадь бассейна — 415 км². Имеет несколько мелких притоков. Крупные — Арга, ручей Вьюнка, Вьюнка. Исток реки — у села Дмитриевского, впадает в Клязьму на западной окраине Коврова. На реке расположены населённые пункты Дмитриевское, Мордвины, Крутово, Нерехта, Мелехово, Сенинские Дворики, Погост.
Глубина — от 0,4 м до 3,5 м. Высота истока — 140 м, а устья 110 м. Следовательно, падение реки — 30 м.
Реку используют для тренировки и соревнований ковровские гребцы. Она доступна для сплава на байдарках с мая по сентябрь.

## Флора и фауна
Подводная фауна соответствует подводной фауне рек Клязьмы и Уводи. Нерехта сильно загрязнена, но всё же довольно богата рыбой (лещ, язь, подуст, жерех, окунь, щука, плотва, ёрш, налим, пескарь, уклейка, голавль). Ныне в реке почти не встречаются сом и стерлядь.
Прибрежная растительность представлена различными видами ив и осоки, частухой, тростником, рогозом, крапивой двудомной, геранью лесной, чередой трёхраздельной, водная растительность — ряской, кувшинкой, кубышкой, элодеей канадской, роголистником, различными видами рдеста.